# 小山市立博物館
小山市立博物館 （おやましりつはくぶつかん） は、栃木県小山市にある市立の博物館。1983年（昭和58年）に設置された。北側には国の史跡に指定されている乙女不動原瓦窯跡（おとめふどうはらかわらかまあと）がある。
当初は古文書等の市史編さん調査資料の保管も行っていたが、記録史料の収集・整理・保存は2007年（平成19年）に開館した小山市文書館に移管された。なお、間々田八幡宮近くに「間々田のじゃがまいた伝承館」を整備するのに合わせて博物館も隣接地に移転する計画がある。

## 施設概要
- 常設展示室、企画展示室、体験学習室、視聴覚室等
- 開館時間 午前9時 - 午後5時（ただし入館は午後4時半まで）
- 入場料　無料（企画展開催時は有料）

## 沿革
- 1983年（昭和58年）3月13日 - 開館

## 休館日
- 毎週月曜日（祝日の場合は除く）
- 祝日の翌日（その日が日曜日、土曜日に当たる場合は除く）
- 館内整理日（毎月第4金曜日）
- 年末年始（12月28日 - 1月4日）
- 特別整理期間（年1回、10日以内）

## アクセス
- JR宇都宮線 間々田駅から徒歩8分
- 間々田駅西口よりおーバス渡良瀬ライン ラムサール渡良瀬遊水地駅行で「市立博物館入口」バス停下車（運賃200円）※運行本数は1日4便。